# Есенов, Галимжан Шахмарданович
Галимжан Шахмарданович Есенов (Kazakh: Ғалымжан Шахмарданұлы Есенов; род. 10 марта 1982, 
Алма-Ата, Казахская ССР) — казахстанский бизнесмен, филантроп.  основатель научно-образовательного фонда им. академика Шахмардана Есенова. Кавалер ордена «Курмет» (2018)

## Биография
Галимжан Шахмарданович Есенов родился в 1982 году в Алма-Ате. Внук учёного, академика АН КазССР, доктора геолого-минералогических наук Шахмардана Есенова. Окончил «Евразийский институт рынка» по специальности «Экономика и менеджмент», университет КазГЮУ по специальности «Юриспруденция» и программу Executive MBA University of Chicago Booth School of Business.

## Карьера
Галимжан Есенов начал трудовую деятельность в 1999 году в АПК «Golden Grain» в должности менеджера департамента по эксплуатации техники и снабжения ГСМ.  
С 13 декабря 2018 года до 24 мая 2021 года – председатель Наблюдательного совета ТОО «Казфосфат».  
С 2011 года до 2013 года — генеральный директор ТОО KNG Finance.
В апреле 2013 года KNG Finance получила согласие Национального банка Республики Казахстан на приобретение у итальянской UniCredit Group казахстанского банка АТФБанк, пятого банка по размеру активов в Казахстане.  В результате сделки, Галимжан Есенов стал мажоритарным акционером АТФБанка.  С 1 мая 2013 года до 30 декабря 2020 года — председатель Совета директоров АО «АТФБанк».
В декабре 2020 года АО First Heartland Jusan Bank приобрел 99,76% акций АО «АТФБанк». В результате слияния Галимжан Есенов стал миноритарным акционером Jusan Bank.
В июле 2023 года Галимжан Есенов стал мажоритарным акционером Jusan Bank. Галимжану Есенову было передано право владения First Heartland Securities JSC (FHS), держателя 80% акций в Jusan Bank. Это в свою очередь увеличило конечную долю акций Jusan Bank, принадлежащих Галимжану Есенову, до почти 100%. Эта передача состоялась в рамках достигнутого мирного урегулирования, которое положило конец многочисленным юридическим разбирательствам между акционерами Jusan Bank, Республикой Казахстан и Галимжаном Есеновым. Согласно условиям урегулирования, Jusan Bank был возвращен в юрисдикцию Республики Казахстан.
С августа 2023 по сентябрь 2024 года Галимжан Есенов занимал должность председателя Совета Директоров Jusan Bank.
С июля 2023 по июль 2025 года, крупный акционер Jusan bank.

## Общественная деятельность

### Образование
В феврале 2013 года Галимжан Есенов основал Научно-образовательный фонд им. академика Шахмардана Есенова.  Фонд реализует ряд образовательных и научных программ, включая стипендии, стажировки, обучение английскому языку студентов и преподавателей в региональных вузах Казахстана, школу по анализу больших данных, гостевые лекции.  Целью этого фонда является развитие высшего образования, науки и инноваций в Казахстане. До 2020 г. фонд им. Шахмардана Есенова также активно занимался популяризацией шахмат в школах по всей стране. Проводилось обучение учителей, изданы учебники, которые можно и сейчас бесплатно скачать с сайта фонда.
С момента основания фонда им. Шахмардана Есенова в 2013 году более 2 тысяч талантливых казахстанских студентов и ученых стали грантополучателями. Некоторые получили возможность пройти научные стажировки в ведущих лабораториях США, Англии, Канады и Швейцарии, а также стажировки в IT-стартапах  Кремниевой долины.
В 2022 году фонд им. Шахмардана Есенова предоставил 9 стипендий абитуриентам из малообеспеченных семей. В 2023 году 19 казахстанских студентов бакалавриата стали победителями стипендии Есенова, которую ежегодно проводит фонд им. Шахмардана Есенова.
В 2024 году фонд им. Шахмардана Есенова предоставил 6 стипендий абитуриентам из малообеспеченных семей. С 2013 по 2024 год 176 казахстанских студентов бакалавриата и магистратуры стали победителями стипендии Есенова, которую ежегодно проводит фонд им. Шахмардана Есенова. 

### Almaty Marathon
Галимжан Есенов на протяжении многих лет занимается популяризацией любительского спорта в Казахстане.
С 1 марта 2017 года возглавляет попечительский совет корпоративного фонда «Смелость быть первым», являющегося организатором ежегодного международного спортивного мероприятия «Almaty Marathon». В 2018 году участвовало 14 тыс. человек, а в 2019 году рекордные 17 тысяч человек из 53 стран мира. С начала проведения «Almaty Marathon» ставит перед собой благотворительные цели. 
В 2018 году средства со стартовых взносов участников марафона были направлены в онкологический хоспис и две специализированные школы для детей с особенностями развития.
В 2019 году часть средств со стартовых взносов была направлена на строительство спортивных площадок в трех специальных детских учреждениях.
В 2020 году несмотря на отмену марафона в связи с пандемией, благотворительную помощь фонда получили 5 учреждений для детей с особыми потребностями и детские дома.
В 2021 году для трех организаций были построены футбольные и workout площадки.
В 2022 году фонд построил спортивные поля для трех детских учреждений, а также предоставил оборудование реабилитационному центру для детей с ДЦП и гоночные коляски для маломобильных спортсменов.
В 2023 году благополучателями фонда стали 8 учреждений, среди них фонды, центры социальных услуг и детский дом.
Суммы, направляемые со стартовых взносов Almaty Marathon на благотворительность, ежегодно увеличиваются. Первый марафон в 2012 году собрал 292 500 тенге на социальные проекты, в 2024 году размер помощи составил 106 241 284 тенге. 
29 сентября 2024 года состоялся тринадцатый Almaty Marathon. На старт вышли 15 тысяч атлетов из 58 стран. Команда организаторов акцентировала внимание на экоследе мероприятия, отказавшись от одноразовых конструкций и использовав биоразлагаемые материалы. Партнерская сеть мероприятия расширилась. Almaty Marathon 2024 собрал 106 241 284 тенге на благотворительность. 

### Деятельность в области спорта
С 7 ноября 2017 года по 1 июля 2022 года - руководитель Алматинской Федерации Триатлона.  С октября 2017 по 8 июля 2022 года – вице-президент Казахстанской федерации триатлона.  С 3 марта 2019 по 4 июля 2022 года – Президент Центрально-Азиатской Ассоциации триатлона. С 19 июня 2019 по 24 марта 2023 года – Член правления Asian Triathlon Confederation (ASTC).
В августе 2018 года Галимжан Есенов участвовал в ежегодном IRONMAN 140.6, который состоялся в Копенгагене (Дания). Есенов завершил с общим временем 12 часов 45 минут 21 секунда.
С декабря 2018 года до февраля 2020 года – президент ОЮЛ Ассоциации объединенных федераций Казахстана по ММА и президент Казахстанской объединенной федерации смешанного боевого единоборства ММА.  C ноября 2019 года до апреля 2022 года – член Совета директоров Международной федерации смешанных боевых искусств (IMMAF).
С 4 июля 2015 года по 31 января 2020 года – президент Шахматной федерации РК.  В 2016 году Казахстанская федерация шахмат во главе с Галимжаном Есеновым и научно-образовательный фонд им. Академика Шахмардана Есенова организовали первый шахматный турнир «Алматы Опен», который собрал около 100 участников из СНГ  и общий призовой фонд которого составлял 2,5 млн тенге.

### Благотворительность
С 9 февраля 2017 - меценат благотворительного проекта «Дом мамы», член Попечительского Совета Общественного фонда "АНА ҮЙІ". Дом мамы – это социальный проект, стартовавший в 2013 году с целью предотвращения растущих отказов от новорожденных детей и сохранения ребенка с мамой. К 2018 году «Дом мамы» помог 3,047 казахстанским детям не стать сиротами и обрести дома.

## Личная жизнь
Галимжан Есенов был женат и воспитывает сына.